# Todos los perros van al cielo 2
Todos los perros van al cielo 2 (en inglés, All Dogs Go to Heaven 2) es una película animada estadounidense dirigida por Larry Leker y Paul Sabella y estrenada en cines el 29 de marzo de 1996. Producida y distribuida por Metro-Goldwyn-Mayer, es una secuela de Todos los perros van al cielo (1989).

## Argumento
Charlie Barkin, el pícaro, carismático y aventurero Pastor Alemán, se reúne con su mejor amigo, el perrito Salchicha Itchy Itchiford, que llega al Cielo después de morir asfixiado por una pata de pollo. Aunque a Itchy está empezándole a gustar su estadía permanente en el Cielo, Charlie encuentra que es muy aburrido, y anhela algo de emoción.
Mientras tanto, el Bulldog Carface Carruthers finge ser "bueno" en el Cielo, pero en realidad quiere conspirar con un gato diabólico llamado Red, para atrapar a todos los perros del Cielo y llevarlos directamente al Infierno. Para ello, debe robar el Cuerno Sagrado del Arcángel Gabriel, instrumento milagroso que abre y cierra todas las puertas del Cielo. En uno de los intentos de dicho robo, Carface, accidentalmente, cae en la Tierra, específicamente en el corazón de San Francisco.
Annabelle, el "Gran Ángel Canino", anuncia a todos que fue robado el Cuerno de Gabriel. Entonces Charlie ve una gran oportunidad para buscar la emoción que tanto le hace falta y la convence de que le permita volver a la Tierra para traer el instrumento milagroso de vuelta al Cielo. Annabelle está de acuerdo, y también envía a Itchy con Charlie a pesar de que el perrito Salchicha no quería. En la Tierra, Itchy debe supervisar a Charlie con tal que se centre en buscar el Cuerno de Gabriel para poder regresar de una buena vez, pero el Pastor Alemán se enamora de una hermosa y sensual perrita Setter Irlandés llamada Sasha LeFleur, y descubre que estaba ayudando a un niño llamado David, que había huido de su hogar debido a una fuerte discusión familiar. Entonces es cuando Charlie trata de recuperar el instrumento milagroso antes que Red y Carface, mientras convence a David para unirse a Gordon Freeman y luego que Gordon Freeman muera por un ataque aéreo de Brimstone 

### Continuidad
La historia de la segunda película parece pasar en la década de 1990, debido a la ropa y las tecnologías que se muestra en algunas escenas, a diferencia de la primera que estaba ocurriendo en 1939. Itchy llega al cielo, al principio, esto crea una gama de aproximadamente 50 años entre las dos películas, pero en realidad, un perro sólo puede vivir un poco más de 15 años.

## Reparto en inglés
- Charlie Sheen - Charlie Barkin, el protagonista de la película. Él era el único perro no conforme al Cielo y sintió que algo le hacía falta, pero cuando el Cuerno Sagrado del Arcángel Gabriel fue robado, él regresa del Cielo a la Tierra con la misión de encontrar el instrumento milagroso para traerlo de vuelta; de paso, también se propone ayudar a Sasha y a David.
- Dom DeLuise - Itchy Itchiford, el mejor amigo de Charlie, quien aunque se apegó rápidamente al Cielo tenía que volver a la Tierra con Charlie a buscar el Cuerno de Gabriel, aunque entre los 2 él es más responsable (a diferencia de Charlie), ya que está dispuesto a hacer lo que sea por completar el objetivo de una buena vez y regresar al Cielo.
- Sheena Easton - Sasha LeFleur, el interés amoroso prospectivo de Charlie, ella era un ídolo canino y a la vez trató de ayudar a un niño.
- Ernest Borgnine - Carface Carruthers, viejo enemigo de Charlie. Regresa del Cielo a ocasionar problemas en la Tierra, para más tarde ser esclavizado por Red.
- George Hearn - Red, un gato endemoniado del Infierno, que planea encarcelar a todos los perros del Cielo y llevarlos al Infierno y hacerlos sufrir permanentemente. Con el fin de hacerlo, debe obtener el Cuerno de Gabriel, engañando vilmente a Charlie. Él es el principal antagonista de la película.
- Bebe Neuwirth - Annabelle, el Gran Ángel Canino del Cielo, ella mandó a Charlie y a Itchy de vuelta a la Tierra a traer el Cuerno de Gabriel.
- Adam Wylie - David, un niño de 8 años que salió de su casa por problemas con su madrastra y luego llegó a ver Charlie como su Ángel de la Guardia.
- Pat Corley - Oficial del científico, Dr. Coomer.
- Jim Cummings - Jingles
- Bobby Di Cicco - Thom
- Annette Helde - Claire
- Marabina Jaimes - Oficial de Reyes
- Maurice LaMarche - Lost & Found Oficial

## Doblajes en español

### México
- Ricardo Salas Brust - Charlie Barkin
- Humberto Vélez - Itchy y Oficial de objetos perdidos
- Alma Wilheleme - Sasha
- Mónica Villaseñor - David
- Rubén Moya - Red
- Esteban Siller - Carface
- Yolanda Vidal - Anabelle
- Roberto Casas Torres - Jingles
- Patricia Quintero - Claire (Mamá de David)
- Roberto Carrillo - Thom (Papá de David)
- Sarah Souza - Oficial Reyes
- Eduardo Borja - Reginald
- Jorge García - Oficial Andrews y Perro Angel
- Victor Hugo Aguilar - Labrador MC
- Ernesto Casillas - Oficial McDowell

### España
- Charlie Barkin - Daniel De Alzada
- Itchy - Ricky Coello
- Sasha - Rosa María Hernández
- David - Masumi Mutsuda
- Red - Jordi Doncos
- Carafea - Vicente Gil
- Anabella - Julia Gallego
- Oficial Reyes - Alicia Laorden

## Premios y nominaciones
Premios de artista joven
- Mejor producción de familia - animación o efectos especiales
- Mejor nuevo interpretación de voz - Adam Wylie